# Beknopte Nederlandse Encyclopedie
De Beknopte Nederlandse Encyclopedie was een encyclopedie, samengesteld door Kornelis ter Laan. Ze werd uitgegeven door G.B. van Goor & Zonen Uitgeversmaatschappij.
De encyclopedie beleefde vier drukken, onder meer in 1941 (1ste druk), 1947 (3e druk) en 1949 (4e druk).
Beknopt was de encyclopedie inderdaad. De derde druk kende weliswaar 797 dichtbeschreven bladzijden, doch de lemma's waren kort en konden daardoor niet meer dan een woordenboek-achtige uitleg geven.
Een voorbeeld van een lemma:
- Barentsz, Willem ~, 1555-'97, de stuurman van Heemskerk bij de Overwintering op Nova Zembla; † op de terugreis.  't Barents-Eil., onbewoond, in de Barents-Zee tussen Spitsbergen en Nova-Zembla.

Blijkbaar was er, na de herziene 4e druk van 1949, geen animo meer om de uitgave voort te zetten.